# УАНТІ

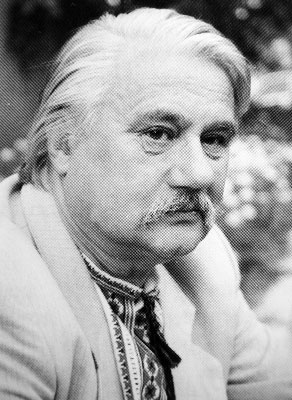
Поет Ігор Калинець, один із засновників УАНТІ

УАНТІ  — Українська Асоціація Незалежної Творчої інтелігенції, створена з ініціативи гурту «Євшан» у Львові в 1987 році.

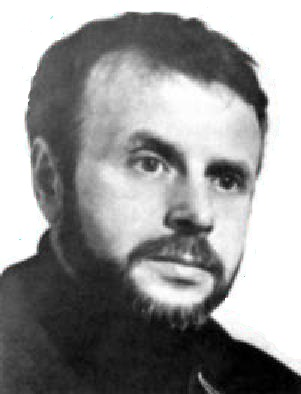
Михайло Осадчий, поет-дисидент, політичний в'язень, головний редактор «Кафедри».

 Завдяки загальному оновленню радянського суспільства, спричиненого перебудовою, активізували й урізноманітнили свою діяльність колишні дисиденти. Після відновлення «Українського вісника» група на чолі з Іриною Калинець почала роботу над підготовкою літературно-мистецького альманаху «Євшан-зілля», об'ємне перше число котрого вийшло в грудні. Альманах мав на меті пробудження національної свідомості у людей культурних кіл Львова. П'ять машинописних примірників альманаху було надзвичайно мало для того, щоб його матеріали дійшли до широкого читача. Але це не було аж так важливо. Важливішим було те, що видавці часопису, які були відомі багатьом, не були притягнуті до найменшої відповідальності за публікацій «антирадянських» матеріалів, які за уявою багатьох містилися в тому підпільному виданні.
```

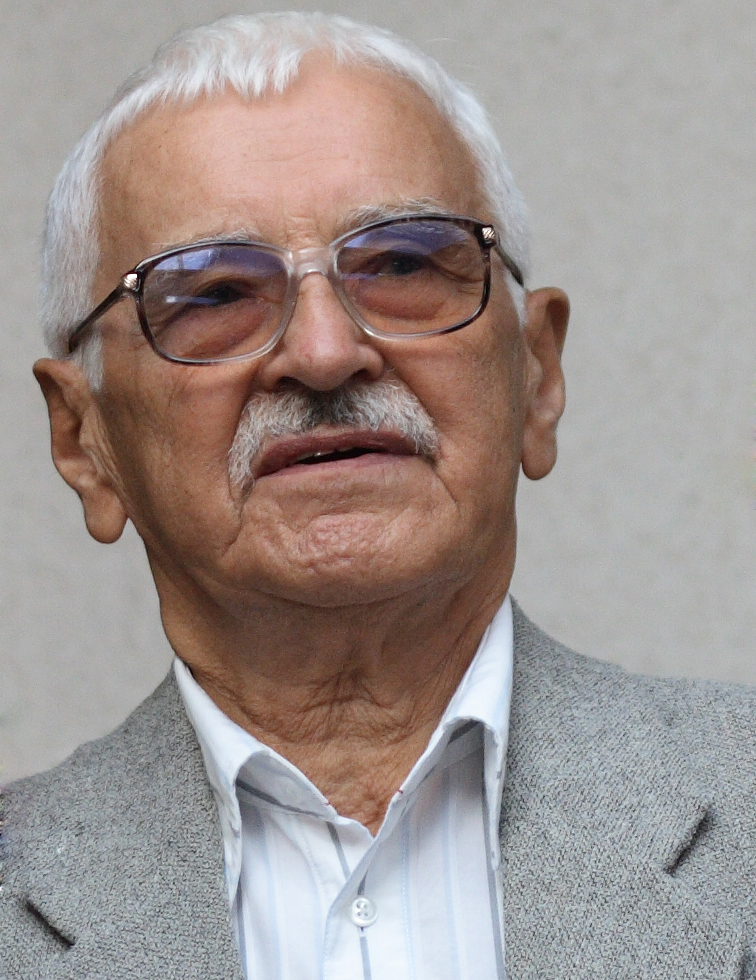
Сверстюк Євген Олександрович голова УАНТІ

 З передмови до альманаху «Євшан-зілля»:  
        
 Факти нашої історії, трагічні й героїчні, прикрі й оптимістичні, принизливі і шляхетні, призабуті нами; знищені або залишаються в безвісті цінні пам’ятки культури і мистецтва, літературні твори і наукові праці. Втрачаючи свою спадщину, ми втрачаємо віру в самих себе, у свої сили, можливості і перспективи. Маючи за високоякісний стандарт тільки ті матеріальні та духовні цінності, що створені поза межами рідного краю, ми відчуваємо власну духовну неповноцінність та культурну недосконалість, нам чужим стає відчуття власної гідності. 
          Відчуття власної гідності… Чи це не найцінніше з національних багатств? Чи не в цьому тепер є наша найбільша потреба? Чи не його нам тепер найпильніше не вистачає? – Хто зна… Але людина з почуттям власної гідності не соромиться рідної мови, не забуває своєї історії, не запобігає перед чужою культурою, цінує і любить свій народ, його надбання, його традиції, його світосприйняття. Людина з почуттям власної гідності не тільки вимагає поваги до себе, а й поважає інших, вона не принижується брехнею ні собі, ні людям, соціально дисциплінована, організована й толерантна, понад усе поважає чесну й сумлінну працю, не вдається до сумнівних махінацій, спекуляцій і ошуканства. 
          За десятиліття застою ми надто багато втратили цінних пам’яток історії, культури і мистецтва, але одночасно ми втратили власну духовну красу, наснагу і віру в майбутнє. Чи не повернуться наші духовні втрати в новій якості разом з віднайденими матеріальними шедеврами в полотнах, бронзі, сторінках книжок і нотних знаках? Певно, що так, принаймні цього треба сподіватися. Отже – до пошуку! Віднайти стежку минулого, що веде у майбутнє, очистити її від чагарників забуття, зробити її доступною для всього загалу – мета цього видання
```

При альманасі діяла пошукова група «Євшан», котра проводила експедиції в пошуках історично-культурних пам'яток на території Львівщини. Серед іншого групою була розшукана могила батьків Богдана-Ігора Антонича, відвідані могили січових стрільців у Яворові, могила композитора Віктора Матюка в Карові. В планах роботи групи було розширення масштабів роботи і на інші регіони України. Зокрема, була проведена експедиція на Луганщину в пошуках місця подій, описаних у «Слові про Ігорів похід». Надалі пошукова робота була продовжена в Експедиції «Дністер» Товариства Лева.
Розширення форм діяльності і зростання кількості львівських інтелектуалів в культурологічному русі, який все більше переходив в політичний, потребувало надання йому певних організаційних форм. Таким чином виникла ідея створення Української асоціації незалежної творчої інтелігенції (УАНТІ), яка б мала на меті координація взаємодій окремих активістів у напрямку всеукраїнського національного відродження. Стати Президентом Асоціації був запрошений і невдовзі обраний Євген Сверстюк, а один із членів редколегії альманаху «Євшан-зілля», Михайло Осадчий став редактором органу УАНТІ під назвою «Кафедра». Це був квартальник, що починав виходити з весни 1988 року. «Кафедра» теж була задекларований як літературно-мистецьке та науково-популярне видання, але була меншого розміру, виходила частіше, ніж «Євшан», і в ній значне місце займали чисто політичні матеріали.
Першою публічною акцією УАНТІ було проведення вечора пам'яті призабутого забороненого поета Богдана-Ігоря Антонича 5 жовтня 1987 року. Вечір організували Ростислав Братунь і подружжя Калинців. Незважаючи на відсутність будь-яких оголошень на площу біля пам'ятника Тудору зібралося кілька сотень зацікавлених ідей. Надалі УАНТІ провела у Львові кілька літературних конференцій, співпрацювала з Товариством Лева, зокрема у підготовці великодніх гаївок. Пізніше зосередила свою роботу на відзначення творчої інтелігенції заснованою нею премією імені Василя Стуса.
Ця премія присуджувалася щорічно на Різдвяні свята, а першими її лауреатами стали Український молодіжний театр імені Курбаса і художник Опанас Заливаха. Премію в тодішньому театрі Радянської Армії у Львові вручали Євген Сверстюк, Ігор та Ірина Калинець.
Іншими лауреатами премії ім. В.Стуса за десять років стали Іван Світличний, Михайлина Коцюбинська, Сергій Мороз, Ігор Жук, Ольга Богомолець і деякі інші представники творчої інтелігенції.

## Хроніка того часу

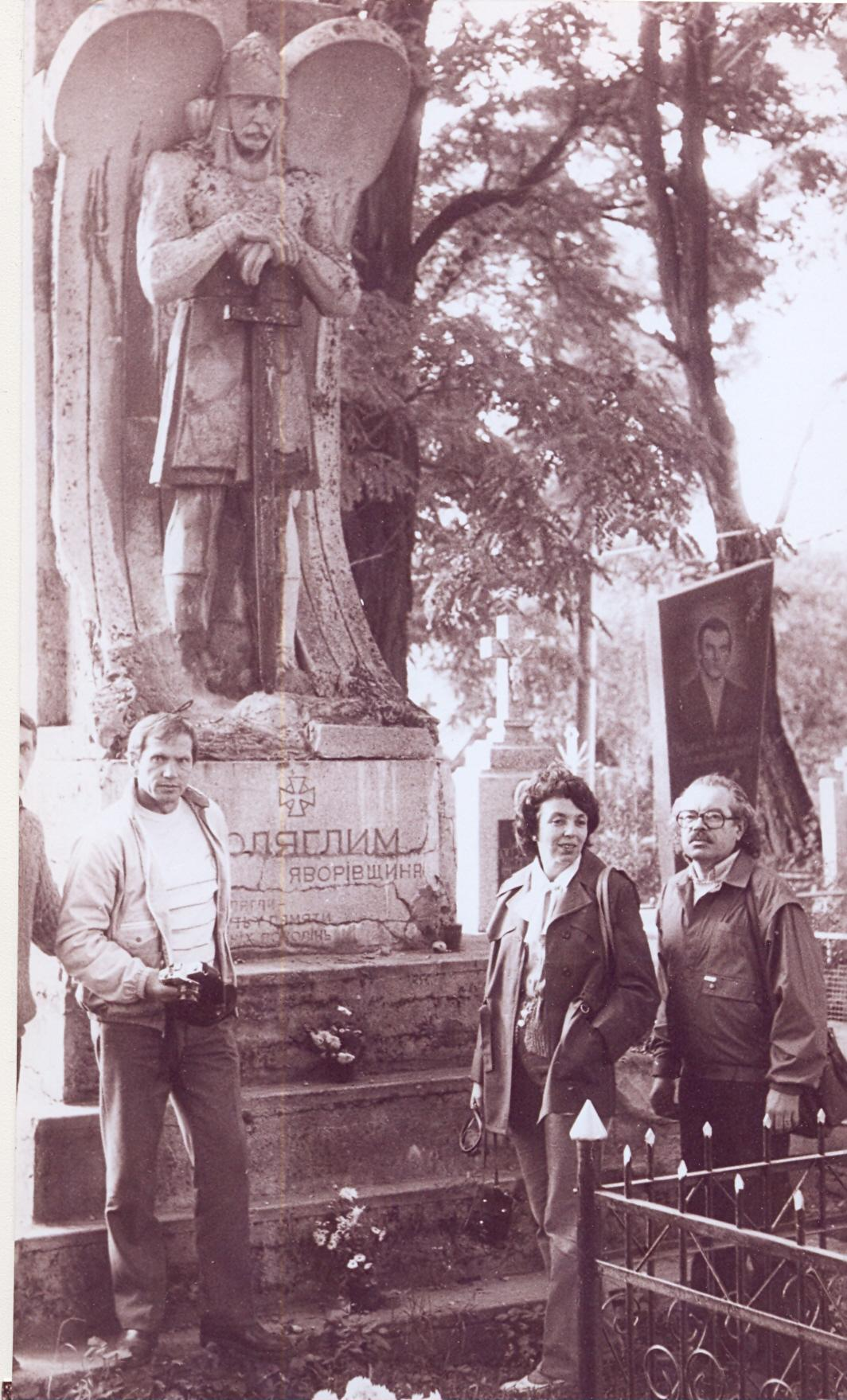
Пошукова група "Євшан" біля могили січових стрільців у Яворові.1987
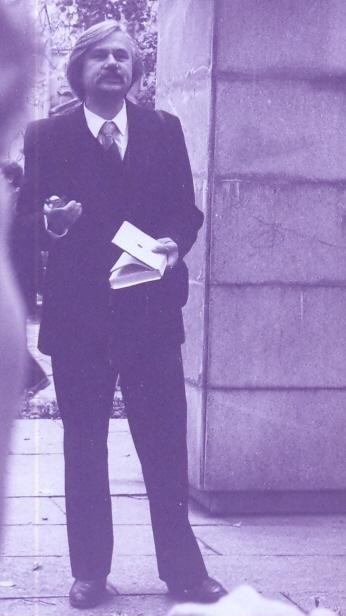
Вечір пам'яті Б.-І. Антонича. Виступає Ігор Калинець.1987
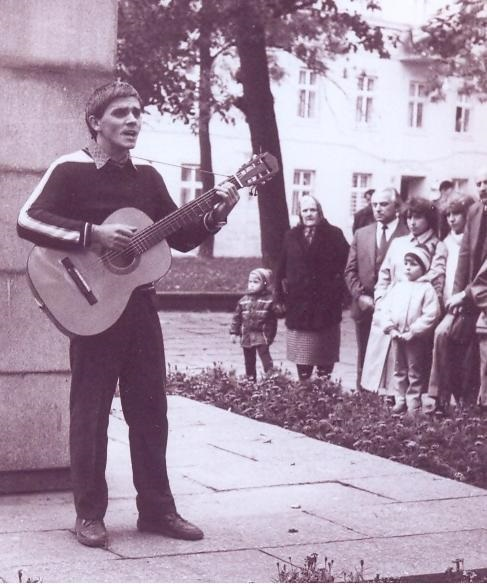
Вечір пам'яті Б.-І. Антонича. Співає Володимир Корецький.1987
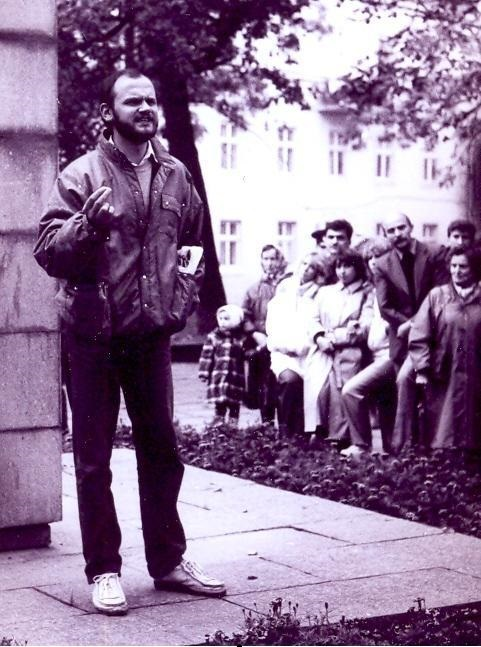
Вечір пам'яті Б.-І. Антонича. Вірші читає Віктор Неборак.1987
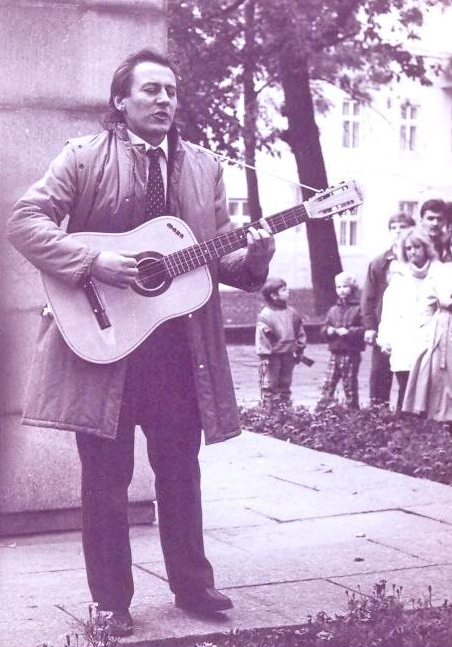
Вечір пам'яті Б.-І. Антонича. Співає Юрій Морозов.1987
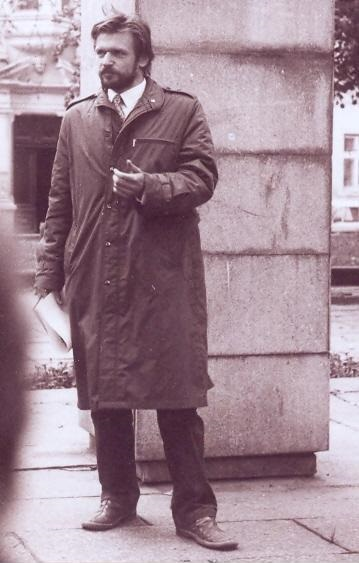
Вечір пам'яті Б.-І. Антонича. Виступає Юрій Волощак.1987
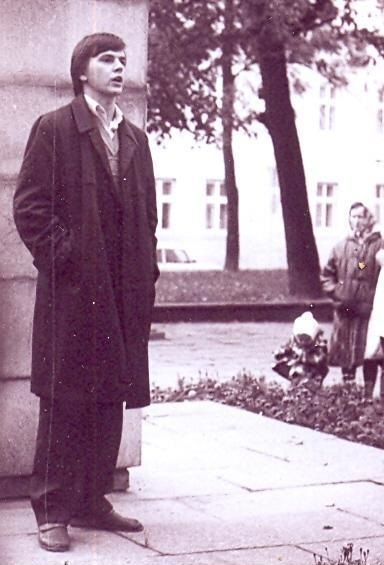
Вечір пам'яті Б.-І. Антонича. Вірші читає Василь Терещук.1987
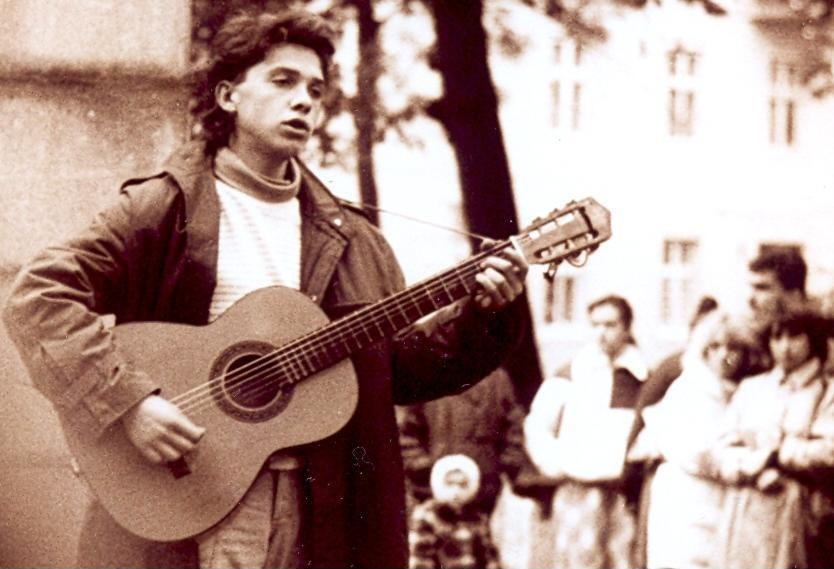
Вечір пам'яті Б.-І. Антонича. Співає Тарас Чубай.1987
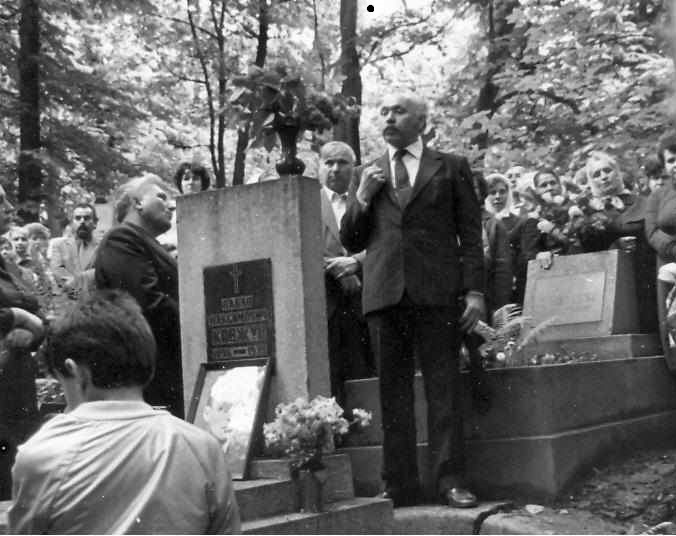
Панахида на могилі Павла Ковжуна. Виступає Іван Гречко.1988
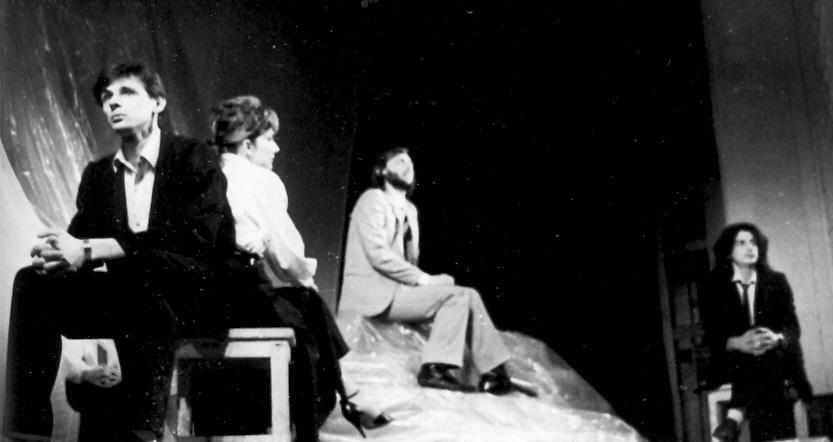
Вечір пам'яті Василя Стуса. Сцена з вистави театру ім. Курбаса.1988
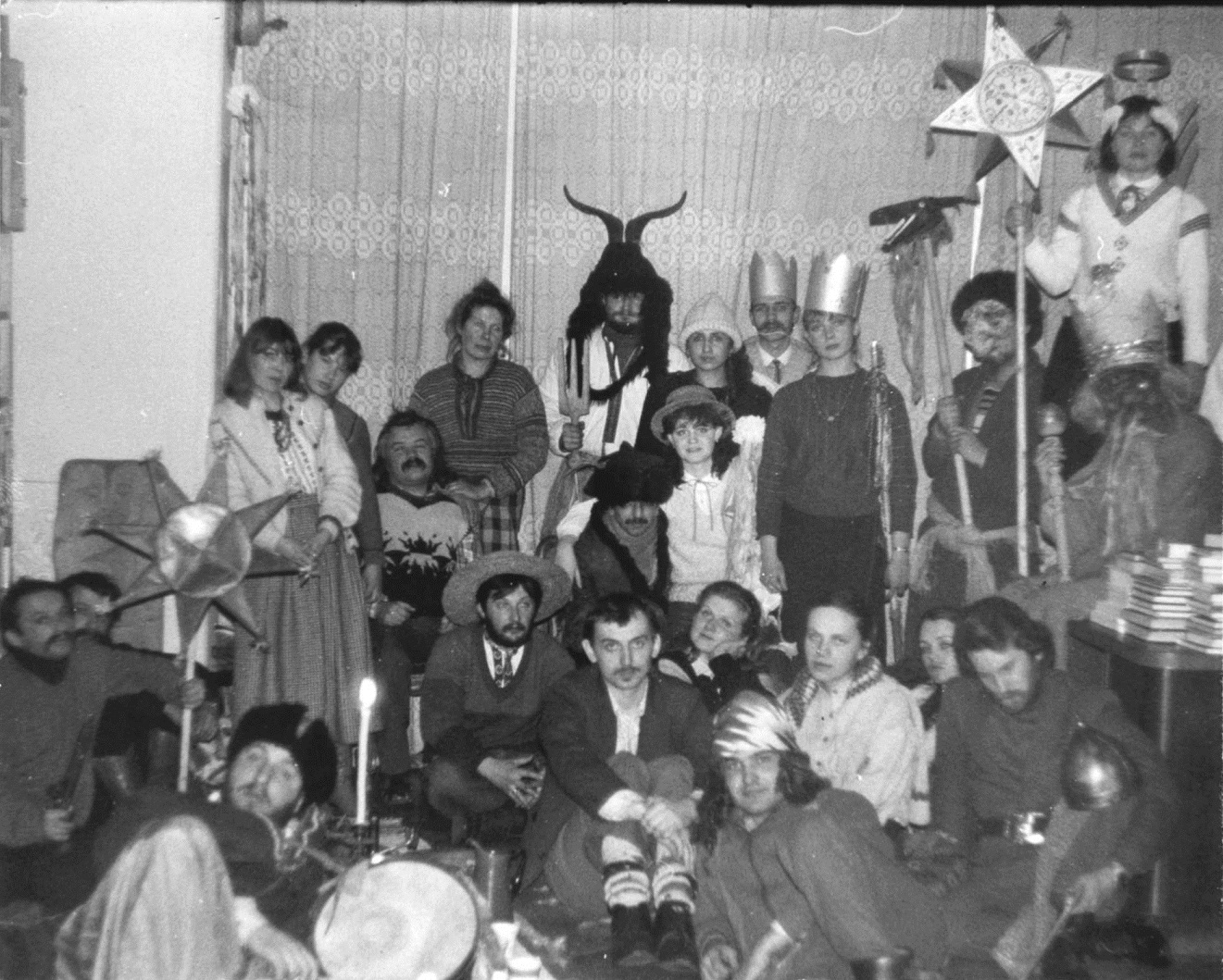
Вертеп театру Курбаса в гостях у художника Володимира Лободи. 1988
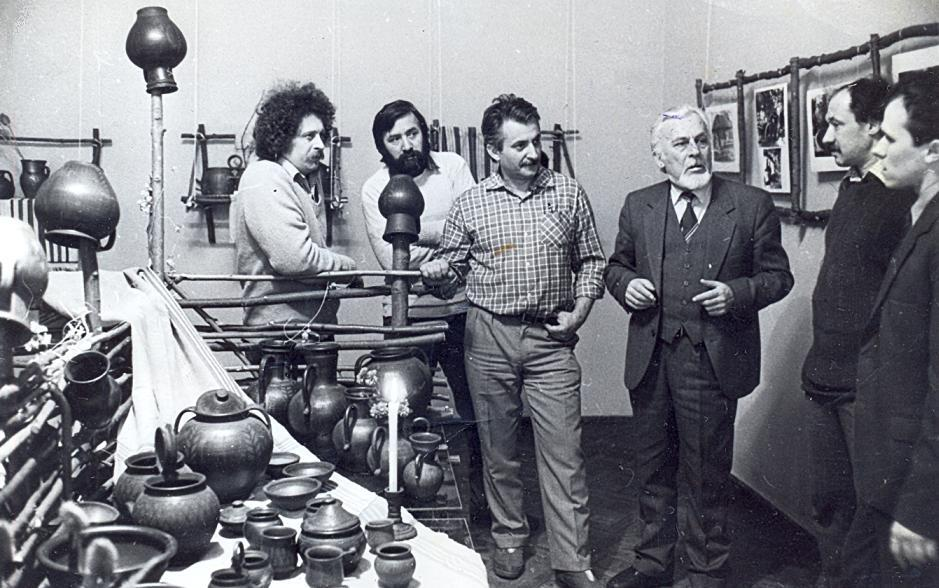
Відкриття виставки гаварецької кераміки, відновленої зусилями Товариства Лева. 1988
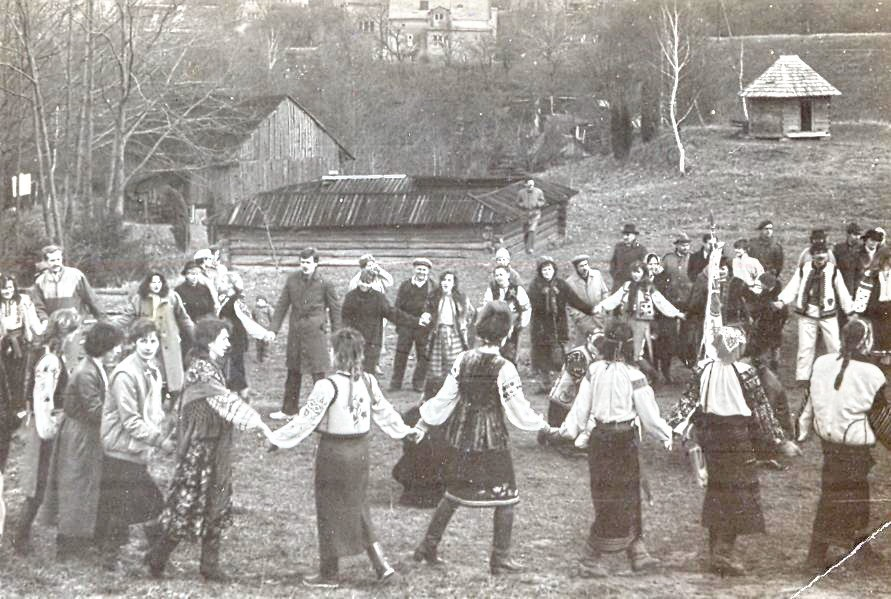
Гаївки на Великдень організовані Товариства Лева. 1988
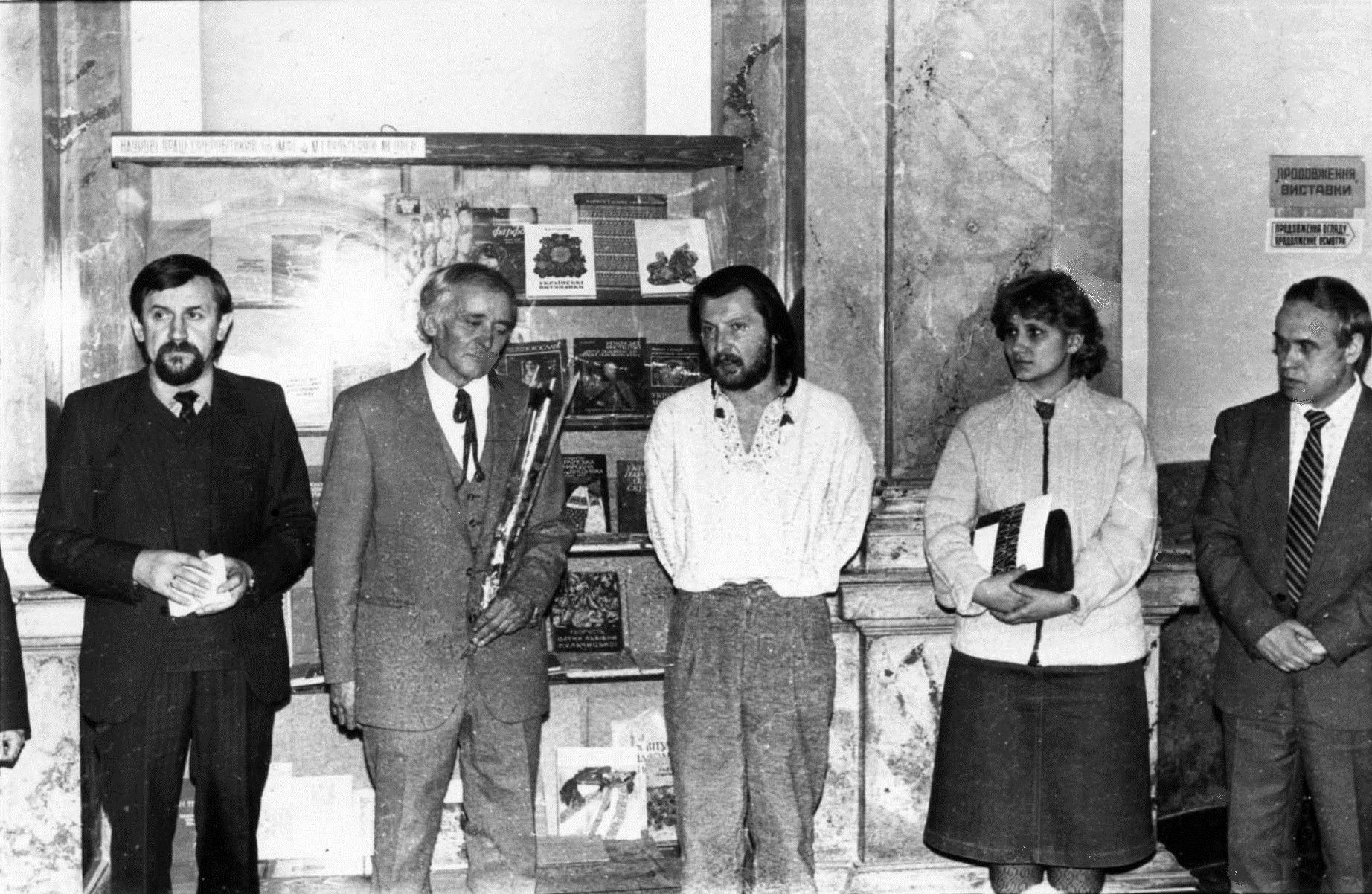
Відкриття виставки Опанаса Заливахи. В центрі Опанас Заливаха і Юрій Бойко. 1988
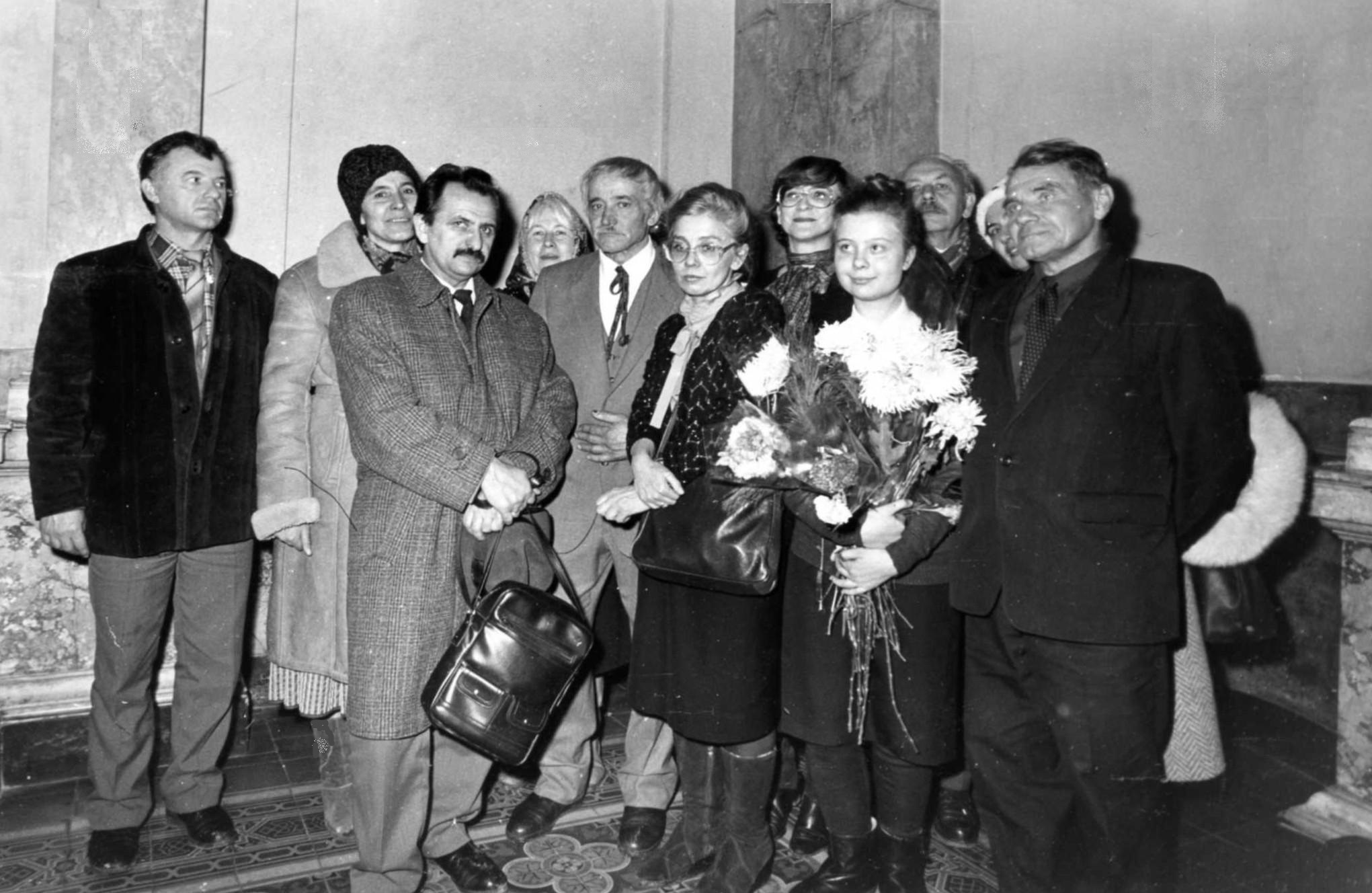
Відвідувачі виставки Опанаса Заливахи разом з художником. 1988
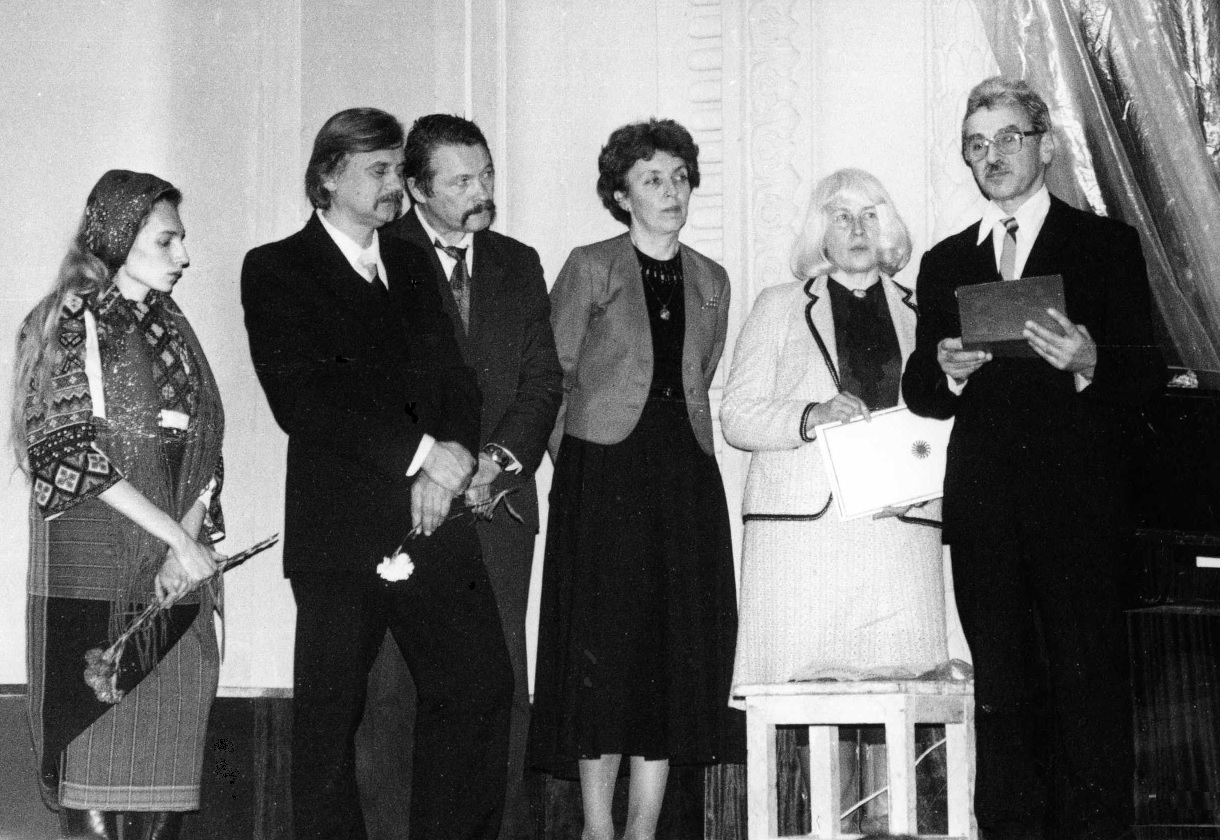
Урочисте засідання УАНТІ. Від ліва: Марта Фатарига, Ігор Калинець, Валентин Стецюк, Ірина Калинець, Стефанія Шабатура, Євген Сверстюк, 1989
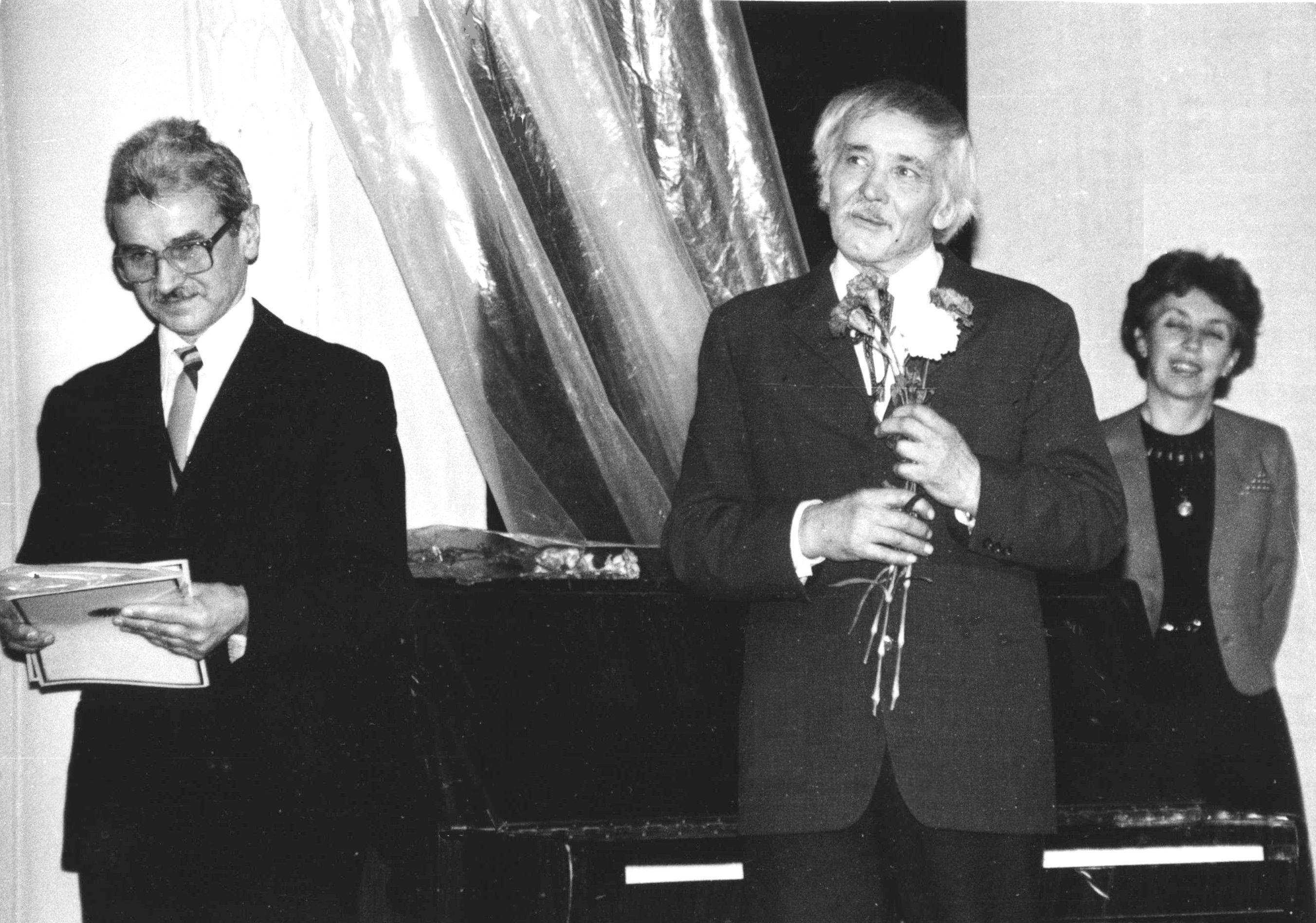
Євген Сверстюк вручає премію ім. Стуса Опанасові Заливасі, 1989
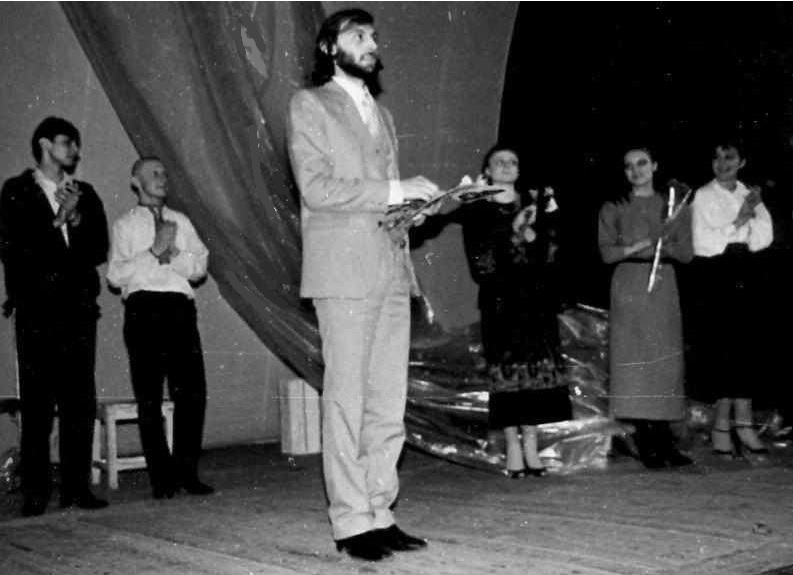
Володимир Кучинський отримує премію ім. В. Стуса для львівського театру ім. Леся Курбаса1989
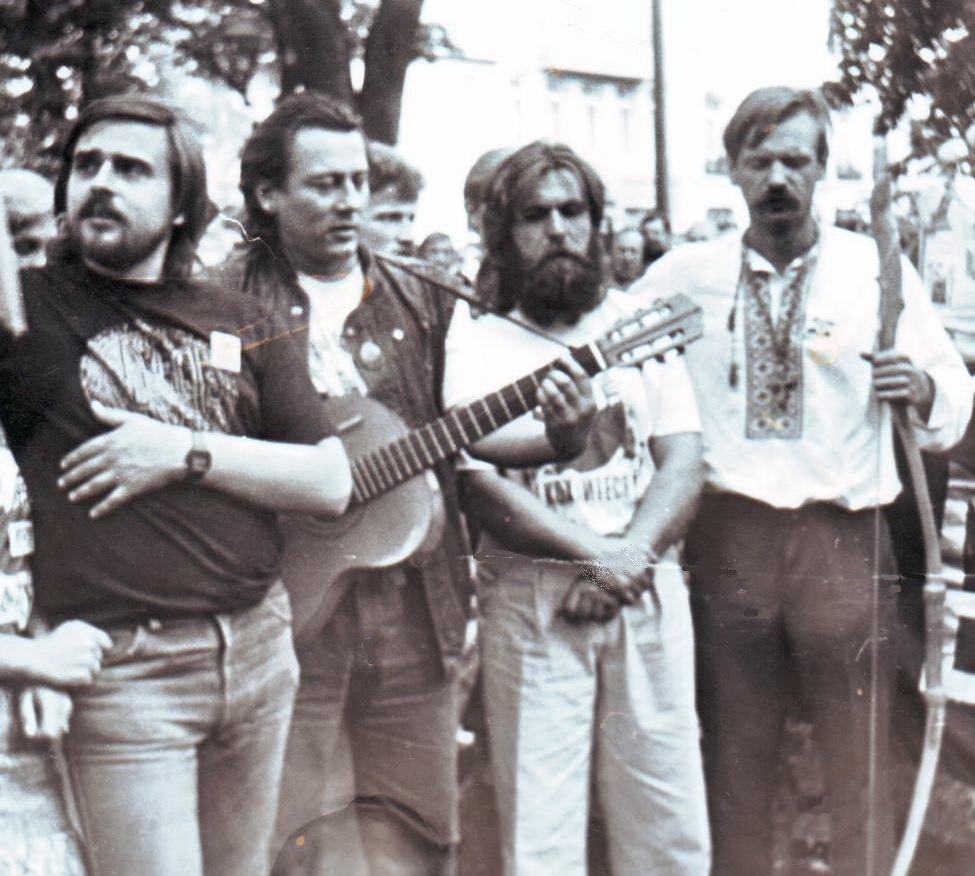
Учасники Червоної Рути на "клюмбі" у Львові.1989